# Бригадный комиссар

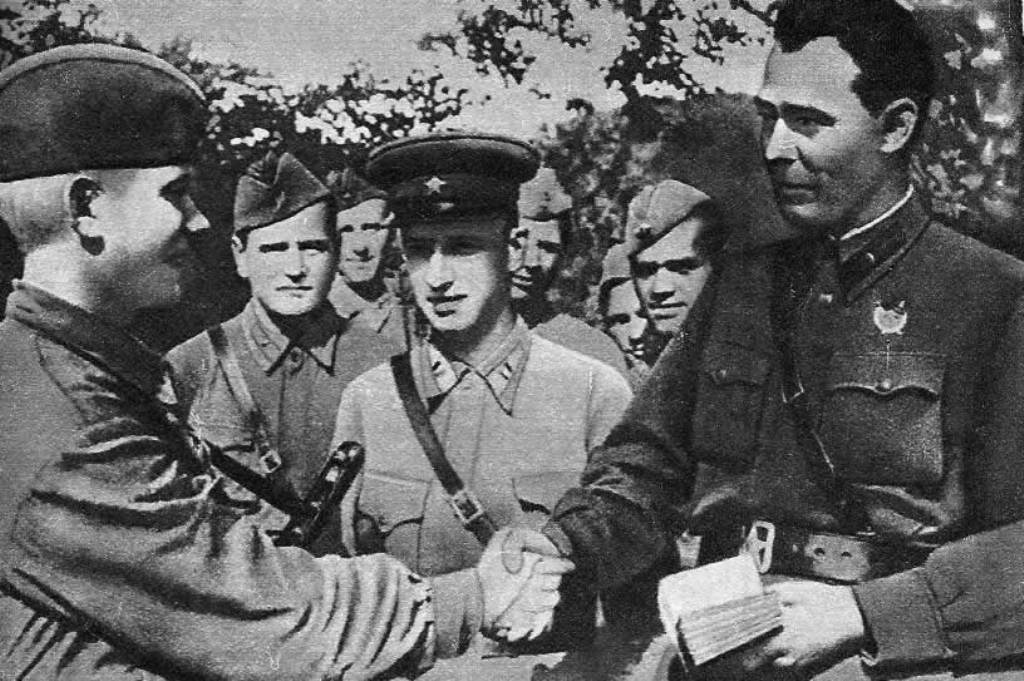
Бригадный комиссар Л. И. Брежнев (справа) вручает партийный билет помощнику командира взвода А. Малому, 1942 год.

Бригадный комиссар — в ВС СССР специальное воинское звание для высшего политического состава Красной Армии и Флота в 1935—1942 годах.

## История
Звание введено постановлениями ЦИК И СНК СССР от 22 сентября 1935 года одновременно с другими персональными воинскими званиями. Примерно соответствовало воинскому званию комбриг.
Предшествующее персональное звание — полковой комиссар, следующее звание для высшего политического состава — дивизионный комиссар.
Решением ГКО от 9 октября 1942 года институт военных комиссаров был ликвидирован, и все комиссары получили соответствующие армейские и флотские звания, за исключением упраздненных, обладатели которых получали звания на одну ступень выше или ниже (пример: упраздненный "Бригадный комиссар" становился "Генерал-майор"-ом или "Полковник"-ом, в зависимости от прошлых заслуг. Будущий Генсек ЦК КПСС Л.И. Брежнев, из упраздненного звания "Бригадный комиссар", был произвен в звание "Полковник", в котором и оставался до конца войны).
| младшее звание: Полковой комиссар | Бригадный комиссар | старшее звание: Дивизионный комиссар |

## Знаки различия
Знаки различия бригадного комиссара в армии и авиации: один ромб в петлицах с эмблемой рода войск (после 30 июля 1940 года), и общая для политработников всех званий красная звезда с серпом и молотом, нашитая на обоих рукавах выше обшлага (1 августа 1941 года ношение таких нашивок было отменено).